# Lüttich–Bastogne–Lüttich 1996
Lüttich-Bastogne-Lüttich 1996 war die 82. Austragung von Lüttich–Bastogne–Lüttich, eines eintägigen Straßenradrennens. Es wurde am 21. April 1996 über eine Distanz von 263 km ausgetragen und das Rennen startete in Lüttich und endete in Ans. Das Rennen wurde von Pascal Richard von MG Maglificio-Technogym, vor Lance Armstrong und Mauro Gianetti gewonnen.

## Teilnehmende Mannschaften
| MG Boys Maglificio-Technogym Motorola Team Polti | Festina-Lotus Rabobank Gewiss-Playbus | Mapei-GB Carrera Jeans Roslotto-ZG Mobili | Panaria-Vinavil Refin-Mobilvetta Team Telekom | ONCE Saeco-AS Juvenes San Marino GAN | TVM-Farm Frites Banesto Kelme-Artiach |

| Brescialat-Verynet | Foreldorado-Golff |

## Ergebnis
| Rang | Fahrer             | Team                    | Zeit         |
| ---- | ------------------ | ----------------------- | ------------ |
| 1    | Pascal Richard     | MG Maglificio-Technogym | 6h 58′ 02″   |
| 2    | Lance Armstrong    | Motorola                | gleiche Zeit |
| 3    | Mauro Gianetti     | Team Polti              | gleiche Zeit |
| 4    | Laurent Madouas    | Motorola                | + 1′ 06″     |
| 5    | Fabiano Fontanelli | MG Maglificio-Technogym | + 1′ 19″     |
| 6    | Davide Rebellin    | Team Polti              | + 1′ 22″     |
| 7    | Axel Merckx        | Motorola                | + 1′ 36″     |
| 8    | Richard Virenque   | Festina-Lotus           | + 1′ 52″     |
| 9    | Rolf Sørensen      | Rabobank                | gleiche Zeit |
| 10   | Gabriele Colombo   | Gewiss Playbus          | + 2′ 01″     |